# Pereiro (Ceará)
Pour les articles homonymes, voir Pereiro.
Pereiro est une municipalité brésilienne de l’État du Ceará. En 2010, elle compte 16 115 habitants.

## Source
- (pt) Cet article est partiellement ou en totalité issu de l’article de Wikipédia en portugais intitulé « Pereiro (Ceará) » (voir la liste des auteurs).